# StrongDC++
StrongDC++ je český open source DC++ klient pro Microsoft Windows. Je šířen pod licencí GNU GPL.
Je založen na modifikaci programu DC++. Naopak na StrongDC++ je založen klient ApexDC++. Pro program je možno stáhnout několik souborů s překlady.

## Vlastnosti
- segmentové stahování souborů
- sdílení částí právě stahovaných souborů
- omezovač rychlosti
- automatické odpojování pomalých zdrojů